# Вормсер, Поль
Поль Вормсер (фр. Paul Wormser, 11 июня 1905 — 17 августа 1944) — французский фехтовальщик, призёр Олимпийских игр.

## Биография
Родился в 1905 году в Кольмаре. В 1936 году стал бронзовым призёром Олимпийских игр в Берлине.
Во время Второй мировой войны вступил в ряды Сопротивления. Погиб в 1944 году.